# اسکارنینگ
اسکارنینگ (به انگلیسی: Scarning) یک روستا و محله مدنی در بریتانیا است که در Breckland District واقع شده‌است. اسکارنینگ ۱۴٫۱۳ کیلومتر مربع مساحت و ۲٬۹۰۶ نفر جمعیت دارد.